# Romeo y Julieta

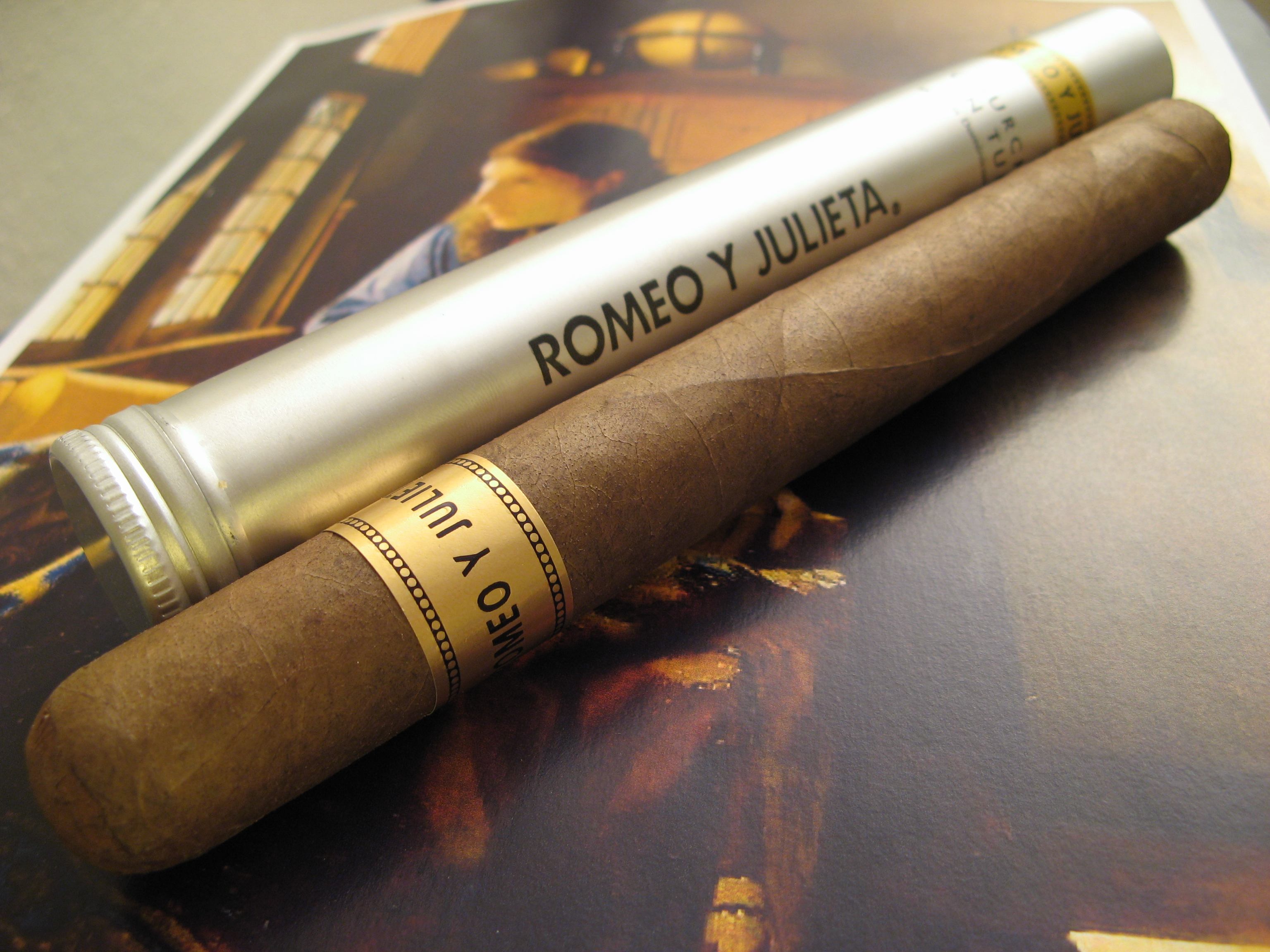
Romeo y Julieta Zigarre im Format „Churchill“ mit Tubus.

Die Zigarrenmarke Romeo y Julieta ist eine der ältesten und bekanntesten Zigarrenmarken aus Kuba. Eine gleichnamige Marke wird heute auch in der Dominikanischen Republik produziert.

## Geschichte
Die Marke wurde 1875 von den Tabakbauern Inocencia Alvarez und Manin Garcia gegründet. Sie ist benannt nach William Shakespeares berühmter Tragödie Romeo und Julia. Die Zigarren wurden zu Beginn ausschließlich auf Kuba verkauft und waren deshalb international weitestgehend unbekannt.
Ihren Erfolg verdankt die Marke den Bemühungen von José „Pepin“ Rodriguez Fernandez. „Pepin“ war ursprünglich Leiter der Fabrik Cabanas in Havanna. Als diese jedoch von American Tobacco übernommen wurde, zog er sich zurück und kaufte von seinen Ersparnissen die Fabrik, welche die „Romeo y Julietas“ herstellte. Er brachte die Marke in Schwung, indem er 30 Prozent des Gewinns an die Abteilungsleiter verteilte und durch die ganze Welt reiste, um für seine Marke zu werben. Unter anderem tourte er mit einem Rennpferd um die Welt, das er geschickt Julieta nannte.
Innerhalb von zwei Jahren war Romeo y Julieta überall marktführend. Pepin musste mit seinen 1400 Arbeitern bald in eine größere Fabrik umziehen. Noch heute befindet sich die Manufaktur auf der Calle Bellascoian 2 B (heute heißt die Straße Calle Padre Varela) in Havannas Stadtteil Centro Habana. Pepin versuchte sogar, das berühmte Haus in Verona, in welchem Shakespeares Drama spielt, zu kaufen. Zwar gelang ihm dies nicht, er durfte jedoch unter dem Balkon einen Stand aufmachen, wo bis 1939 jeder Besucher zu Ehren des unglücklichen Liebespaares eine Gratiszigarre erhielt.  Außerdem setzte er alles daran, das Gebäude auf der Belascoian 2B in Havanna in vielen Details dem Palazzo Capuleto ähnlich zu machen. Das ging so weit, dass er eine originalgetreue Kopie von Julias Balkon an seinem Hause anbringen ließ.  Während eines Empfangs erklärte Don Pepin einmal:

„Man darf nicht außer Acht lassen, wie berühmt und bekannt diese Figuren von Shakespeare sind. Die Qualität des Theaterstücks zwingt mich, bei meinen Habanos ebenso erfolgreich und gut zu sein. Wie sagte schon der ‚Barde von Avon‘ (mit welchem er Shakespeare meinte): Es gibt keine Geschichte der Liebe, die trauriger ist als die von Romeo und Julia.“

Pepin erkannte auch die Macht der Bauchbinde. So lieferte er Zigarren mit persönlichen Bauchbinden an Könige, Staatsoberhäupter und dergleichen. Als Rekord stellte die Marke einmal 20'000 verschiedene Bauchbinden her. Winston Churchill war vermutlich der berühmteste Verehrer dieser Zigarrenmarke. Nach seinem Besuch in Havanna im Jahre 1946 benannte man das von ihm bevorzugte Format „Julieta No.2“ nach seinem Namen. Auch heute noch erkennt man diese Zigarren an der Bauchbinde, welche nach wie vor Churchills Namen trägt.
Nach „Pepin“ Rodriguez’ Tod im Jahr 1954, der kubanischen Revolution und der zunehmenden Nationalisierung der Tabakindustrie, verstaatlichte die kubanische Regierung die Marke und produziert und vertreibt sie noch immer weltweit. 
Zudem werden von Altadis Zigarren einer gleichnamigen Marke in La Romana in der Dominikanischen Republik hergestellt.

## Formate (Auswahl)
Handelsname – Format – Maße
- Arbolado – Corona – 142 × 16,7 mm

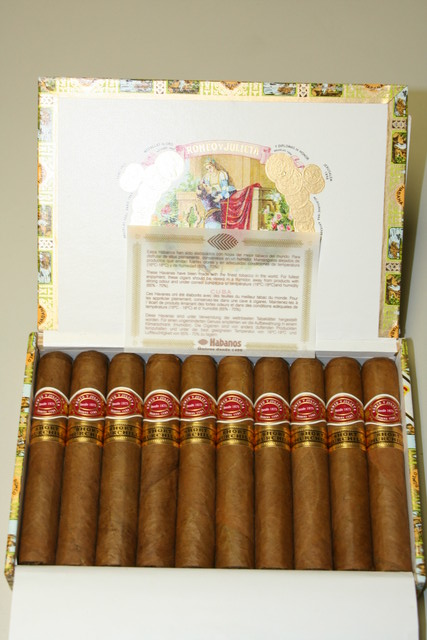
Kiste Romeo y Julieta Short Churchills

- Cazadore – Lonsdale – 162 × 17,5 mm
- Julieta No. 2 – Churchill – 178 × 18,7 mm